# Hydraena circulata
Hydraena circulata är en skalbaggsart som beskrevs av Perkins 1980. Hydraena circulata ingår i släktet Hydraena och familjen vattenbrynsbaggar. Inga underarter finns listade i Catalogue of Life.